# Montcel (Saboia)
Montcel é uma comuna francesa na região administrativa de Auvérnia-Ródano-Alpes, no departamento de Saboia. Estende-se por uma área de 15,23 km². Em 2010 a comuna tinha 1 071 habitantes (densidade: 70,3 hab./km²).